# Badiatte Grand
Pour les articles homonymes, voir Badiatte.
Badiatte Grand (ou Badiat, Badiate, Badiatte, Bajat) est un village du Sénégal situé en Casamance dans le sud du pays. Il fait partie de la communauté rurale d'Enampore, dans l'arrondissement de Nyassia, le département de Ziguinchor et la région de Ziguinchor.
Lors du dernier recensement (2002), Badiatte Grand comptait 184 habitants et 26 ménages.

## Histoire
Avant la colonisation, le Mof Ewi dont le village de Badiatte fait partie intégrante, ne connaissait pas de chefs de village. Seule l'autorité du roi était reconnue. Ainsi, dans chaque village, il y a une famille représentante de la royauté, qui veille sur la loi (le Gni-Gni).
Le Mof Ewi ne connaît de chefs qu'à l'arrivée du colon. Ainsi les premiers chefs sont implantés par ce dernier qui leur donne le pouvoir de veiller sur les populations, avec l'appui du chef de canton. Le premier du genre, au Mof Ewi, s'appelle Djighisse Tendeng de Batighere. Les chefs de village s'entendaient très mal avec les conseils coutumiers, parce que, pourchassant les populations sous l'ordre du commandant de cercle ou du chef de canton, ils les envoyaient aux travaux forcés de construction de routes, de ponts, de transport de lourds fardeaux, etc. C'est ainsi que l'aéroport de Ziguinchor a été construit par les populations du Mof Ewi.
Les Européens arrivèrent à Karabane avec des militaires noirs : les tirailleurs. Vinrent ensuite les commerçants européens et nègres. Un jour, les habitants de Séléki en complicité avec certaines têtes des autres villages dérobèrent la marchandise d'un commerçant européen. Le gouverneur Pinet-Laprade ne l'accepte pas, le Mof Ewi riposte : c'est la guerre.
Le Mof Ewi eut à repousser trois assauts des blancs sur le Kamobeul Bolong. Les grands héros de ces batailles furent : Abéker Tendeng du côté de Baakène, Khoulegho Tendeng et Baringa Bassène du côté de Bahimbane et Adialbaye Bassène du côté de Badiarène, ce dernier ramena à domicile la tête du lieutenant Truche. C'est pourquoi jusqu'aujourd'hui, d'après les sages, il naît à Badiarène des enfants blancs.
Voilà les personnages qui ont dirigé la résistance du Mof Awi face aux Européens. D'aucun disent que c'est Djignabo. Il est pourtant certain que Djignabo n'a jamais participé à cette guerre ni assisté à aucune des batailles. Djignabo était simplement le desservant du grand fétiche du boukout.
Cette année-là, après les trois assauts des Européens, les habitants du Mof Ewi préparaient la circoncision de Sow-Ebah. Pour leur quatrième tentative, les Européens sont passés par la voie terrestre. Les habitants de Brin les renseignèrent que s'ils détruisaient Séléki, le plus gros village, le Mof Ewi se soumettrait.
L'Européen gagna cette bataille, les populations ne revinrent pas à la guerre, elles s'occupaient de la circoncision. À Eloubaline, la famille de Djignabo était responsable du boukout, et c'est encore jusqu'à aujourd'hui, Djignabo était donc venu à Séléki avec les siens pour les libations. Il entendit parler des blancs qui restaient un mystère pour lui ; comme il voulait les voir de ses propres yeux, il profita de la nuit tombante pour s'approcher avec deux collègues du camp européen. Ils trouvèrent la sentinelle Gomis qui remarqua leurs silhouettes dans l'eau de la mare (à côté de l'école de Séléki). La sentinelle donna la sommation « qui va là ? ». Ils tentèrent de s'enfuir. La sentinelle tira, tuant sur le coup les deux compagnons de Djignabo lequel réussit à se sauver grièvement blessé. Il courut à Séléki même, dans la maison d'un de ses cousins.
À cette époque, les Européens crurent que ces hommes étaient venus les attaquer. C'est ce qui a donné à « Djeugueubo », comme l'appellent les gens du Mof Ewi, ce grand nom de guerrier. II n'a pourtant pas vraiment participé à cette guerre.
Le premier chef de canton s'appelait Djighisse Tendeng, de Batighère. Il y eut ensuite : Khélègne Manga, Sikéghil Bassène, Mandialy Manga et Pierre Bassène.
Par ailleurs, à l'arrivée du christianisme, la religion fut mal accueillie par les animistes-fétichistes. Les premiers chrétiens étaient mal supportés et écartés de la société du Mof Ewi. Ils allèrent occuper le village de Badiatte Grand, resté désert après le départ d'un groupe, partit s'établir à Kabrousse (Guinée-Bissau). Chassés par le roi du Mof Ewi pour leurs exactions commises. Ces personnes, malgré l'interdiction faite aux hommes de s'occuper du patrimoine féminin, allaient dans les maternités voir comment naissaient les enfants. Ils ramenaient quelquefois des nouveau-nés qu'ils mettaient dans des mortiers et pilaient. Après que le roi ait chassé ce groupe, Badiatte resta vide jusqu'à l'arrivée du christianisme.
L'ancêtre Adiata habitait ces lieux, « Badiatte » a été donné en mémoire de cet ancêtre. La précision de Badiatte « Grand » vient du fait qu'il existe à Enampore un quartier du nom de Badiatte Soughère.